# Maison Corombelle
La maison Corombelle ou ancienne imprimerie Corombelle est un immeuble réalisé en style Art nouveau par les architectes François Herzé et Antoine Pliers et situé en Outremeuse à Liège, en Belgique. Elle a été construite en 1909 pour l'imprimeur Ernest Corombelle.

## Situation
L'immeuble se situe à Liège au nos 4 et 6 de la rue Saint-Éloi, une rue d'Outremeuse reliant le boulevard Saucy à la chaussée des Prés. Le no 4 est une maison d'habitation aujourd'hui divisée en appartements multiples. Bâti en 1927 dans le même style, le no 6, à l'origine occupé par les ateliers de l'imprimerie, fait office de parking privé. Plusieurs autres immeubles de ce quartier sont bâtis en style Art nouveau comme la maison Henri Alexandre, la maison Defeld et la maison Meyers.

## Description

### Façade
L'immeuble est réalisé dans un style Art nouveau géométrique. La façade asymétrique du no 4 compte deux travées et quatre niveaux (trois étages) dont un mansardé. La travée de gauche où se trouve la porte d'entrée est la plus étroite. La brique rouge est le principal matériau utilisé. La pierre bleue et la pierre de grès jaune et ocre sont employées pour le soubassement.
Les baies vitrées sont ornées dans leur partie supérieure de vitraux teintés et de petits bois parfois courbes. La plupart des linteaux sont en fer. Trois garde-corps sont formés de fers forgés aux lignes épurées et agrémentées de petits cœurs. La travée de droite est bordée par de larges pilastres de brique dont la base représente une tête d'oiseau stylisée et le sommet un buste de femme bouclée. La base et le sommet de ces pilastres sont sculptés dans la pierre de taille.

### Sgraffite
Les bustes de femmes placés au-dessus de la baie vitrée du deuxième étage (travée de droite) entourent le sgraffite "L'imprimeur"  mettant en scène un ouvrier d'imprimerie (ou le propriétaire) au travail en se saisissant d'une feuille de papier sortant d'une rotative. Le sgraffite est protégé par une corniche en saillie. Deux autres sgraffites situés à l'allège des baies des premier et deuxième étages de la travée de gauche ont malheureusement disparu. Il est à noter qu'un autre sgraffite représentant un couple d'imprimeur se trouve non loin de là, au no 17 de la rue Ernest de Bavière.

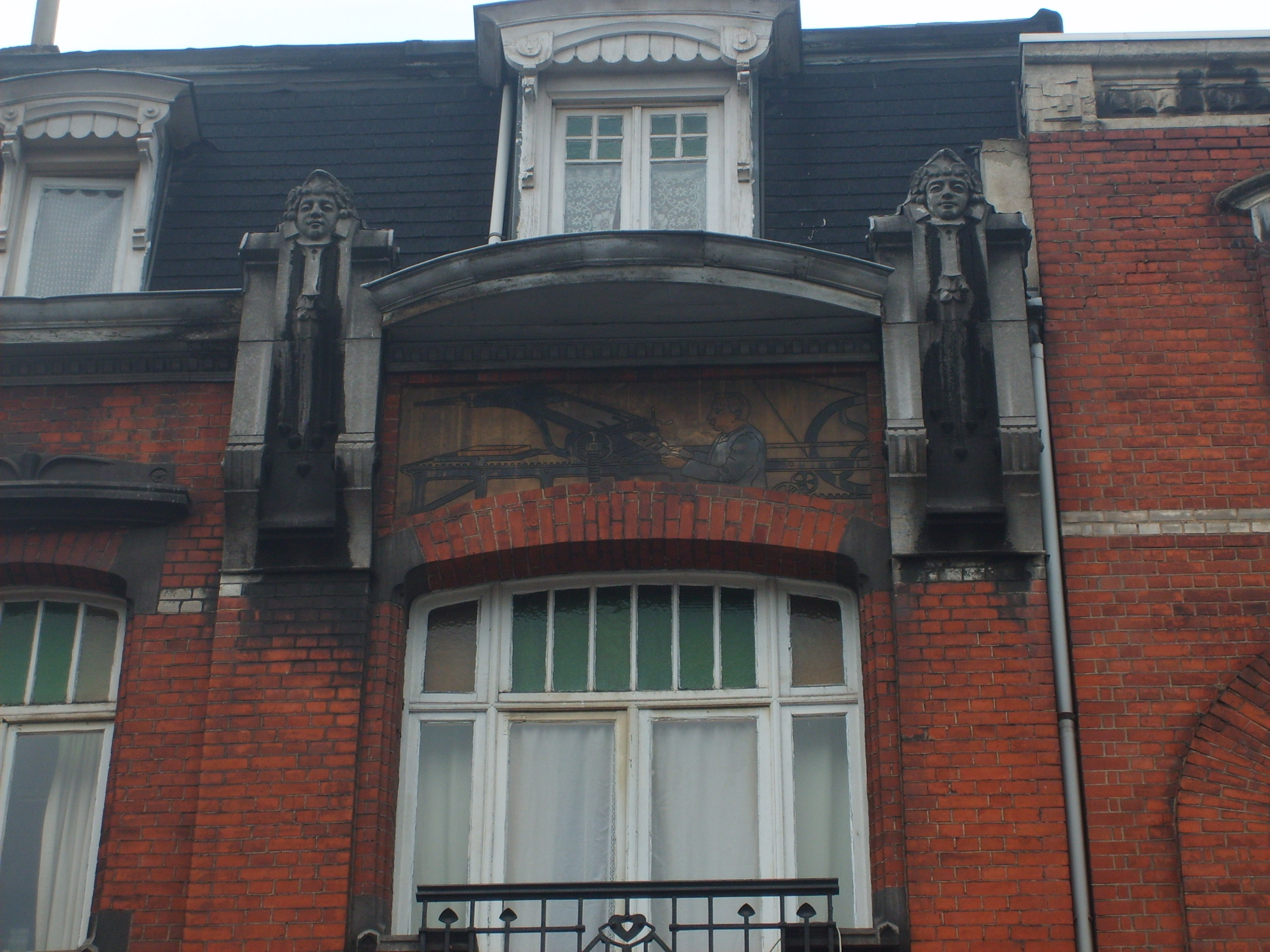
Maison Corombelle : sgraffite L'imprimeur et bustes de femmes

## Sources
- « Inventaire du patrimoine culturel immobilier - Maison Corombelle », sur spw.wallonie.be (consulté le 31 octobre 2017)
- « Répertoire des sgraffites de Liège — Site de la Ville de Liège »(Archive.org • Wikiwix • Archive.is • Google • Que faire ?), sur liege.be (consulté le 4 novembre 2017)